# 长柱柳叶菜
长柱柳叶菜（学名：Epilobium blinii），为柳叶菜科柳叶菜属下的一个植物种。